# Statesville
Statesville är administrativ huvudort i Iredell County i North Carolina. Enligt 2010 års folkräkning hade Statesville 24 532 invånare.